# Pelham (Nueva York)
Pelham es un pueblo ubicado en el condado de Westchester en el estado estadounidense de Nueva York. En el año 2000 tenía una población de 11,866 habitantes y una densidad poblacional de 2,130.9 personas por km².

## Geografía
Pelham se encuentra ubicado en las coordenadas 40°54′38″N 73°48′27″O / 40.91056, -73.80750. Según la Oficina del Censo, la ciudad tiene un área total de 5,7 km² (2,2 mi²), de la cual 5,6 km² (2,2 mi²) es tierra y 0,1 km² (0 mi²) (2.27%) es agua.

## Demografía
Según la Oficina del Censo en 2000 los ingresos medios por hogar en la localidad eran de $91,810, y los ingresos medios por familia eran $111,502. Los hombres tenían unos ingresos medios de $74,760 frente a los $46,086 para las mujeres. La renta per cápita para la localidad era de $51,548. Alrededor del 3.7% de la población estaban por debajo del umbral de pobreza.